# امنیت زیستی در نیوزیلند
امنیت زیستی در نیوزیلند با اقدامات سختگیرانه کنترل مرزی برای جلوگیری از ورود موجودات ناخواسته به کشور، از تهدیدات علیه کشاورزی و تنوع زیستی جلوگیری می‌کند. نیوزیلند یک کشور جزیره‌ای است که از نظر جغرافیایی از هر خشکی مهم دیگری جدا افتاده است. گونه‌هایی که اکنون وجود دارند، در غیاب موجودات زنده از جاهای دیگر تکامل یافته‌اند و درجه بالایی از بومی‌گرایی را نشان می‌دهند. نکته قابل توجه، فقدان پستانداران خشکی‌زی، به جز دو گونه خفاش، است. گونه‌های بومی در صورت معرفی گونه‌های مهاجم، در معرض خطر کاهش جمعیت یا انقراض قرار دارند. وزارت صنایع اولیه یک وزارتخانه دولتی است که مسئولیت نظارت بر امنیت زیستی نیوزیلند را بر عهده دارد. قانون امنیت زیستی ۱۹۹۳، که اولین قانون در جهان برای کنترل امنیت زیستی بود، به منظور «بازگویی و اصلاح قانون مربوط به حذف، ریشه‌کنی و مدیریت مؤثر آفات و موجودات ناخواسته» تصویب شد.
یک پایگاه داده مجهز به برچسب، سیستم ملی شناسایی و ردیابی حیوانات که برای ردیابی دام‌ها طراحی شده است، در سال ۲۰۱۲ معرفی شد، اما در سال ۲۰۱۷، تحقیقات شیوع مایکوپلاسما بوویس نشان داد که به‌طور کامل با آن مطابقت ندارد.

## تاریخچه
در حال حاضر، وزارت صنایع اولیه نیوزیلند، نهاد دولتی مسئول امنیت زیستی در این کشور است. این شامل پنج واحد تجاری (خدمات کشاورزی و سرمایه‌گذاری، امنیت زیستی نیوزیلند، شیلات نیوزیلند، ایمنی مواد غذایی نیوزیلند خدمات جنگلداری نیوزیلند) است
ادغامی در سال ۲۰۱۲ ساختار فعلی وزارت صنایع اولیه را ایجاد کرد. پیش از این، مسئولیت امنیت زیستی بر عهده وزارت کشاورزی و شیلات (ماف) بود.

## کنترل‌های مرزی
واحد تجاری امنیت زیستی نیوزیلند در وزارت صنایع اولیه، مسئول امنیت زیستی در مرز است. مقامات امنیت زیستی نیوزیلند علاوه بر مسئولیت کنترل مرزهای امنیت زیستی در محل جابجایی بین‌المللی مسافر و بار، وظایف کنترل امنیت زیستی را نیز در داخل کشور بر عهده دارند.
در دریا و فرودگاه‌ها، محموله‌ها، مسافران و چمدان‌های مسافران از نظر وجود موجودات زنده ناخواسته بررسی می‌شوند و هر آنچه پیدا شود، سوزانده می‌شود. مقاماتی که به عنوان «مأموران قرنطینه» تعیین می‌شوند، مأموران اجرایی یونیفرم‌پوشی هستند که طبق قانون امنیت زیستی ۱۹۹۳ و سایر قوانین، اختیارات متعددی را اعمال می‌کنند. مسافران باید فرم اعلامیه‌ای را امضا کنند که در آن قید شده باشد هیچ گونه خطری برای امنیت زیستی نیوزیلند ندارند و در صورت عدم انجام این کار، ممکن است جریمه شوند. بازدیدکنندگان از نیوزیلند معمولاً به دلیل همراه داشتن وسایل ماهیگیری، بذر، میوه، بامبو و محصولات چوبی در مرز جریمه می‌شوند.
در مکان‌های کنترل مرزی مانند فرودگاه‌ها، از سگ‌های بیگل برای تشخیص موادی که خطر امنیت زیستی دارند استفاده می‌شود، زیرا آنها نسبتاً کوچک هستند و برای افرادی که در اطراف سگ‌ها راحت نیستند، کمتر ترسناک هستند، مراقبت از آنها آسان است، باهوش هستند و برای پاداش خوب کار می‌کنند.
اگر تهدیدی برای شیوع موجودات ناخواسته در نیوزیلند وجود داشته باشد، اقدامات مهار انجام می‌شود. برای مثال، دیدیمو، یک جلبک مهاجم که در سال ۲۰۰۴ در نیوزیلند کشف شد، موضوع یک کمپین سراسری برای جلوگیری از گسترش آن بوده است. برای جلوگیری از شیوع هاگ‌های بیماری سرخشکیدگی کائوری، توصیه می‌شود که از مسیرهای موجود در جنگل‌ها استفاده شود و تجهیزات قبل از ترک منطقه‌ای که درختان کائوری در آن وجود دارد، تمیز شوند.

### منطقه ممنوعه مگس میوه کوئینزلند
مگس میوه کوئینزلند سالانه بیش از ۲۸٫۵ میلیون دلار به محصولات میوه استرالیا خسارت وارد می‌کند؛ بنابراین، این گونه خطری برای امنیت زیستی در نیوزیلند محسوب می‌شود. منطقه ممنوعه مگس میوه جابجایی میوه بین ایالت‌های استرالیا و نیوزیلند را محدود می‌کند.

## شیوع مایکوپلاسما بوویس در سال ۲۰۱۷
در ۲۱ ژوئیه ۲۰۱۷، به وزارت صنایع اولیه اطلاع داده شد که برخی از گاوهای نزدیک اومارو در جزیره جنوبی، آزمایش مایکوپلاسما بوویس مثبت داشته‌اند. تا آن زمان، نیوزیلند و نروژ تنها کشورهای عضو سازمان همکاری و توسعه اقتصادی بودند که عاری از این بیماری بودند. (این بیماری برای انسان خطرناک نیست)
در ابتدا تصور می‌شد که این بیماری در جنوب کانتربری مهار شده است. با این حال، متعاقباً، حدود ۲۶۰۰۰ گاو معدوم شدند و در ماه مه ۲۰۱۸، وزیر، دامین اوکانر، اعلام کرد که دولت (پس از مشورت با دامداران) تصمیم گرفته است که حذف این بیماری پیشنهاد شده است. این امر مستلزم معدوم‌سازی حدود ۱۴۶۰۰۰ گاو طی حدود دو سال است و ۸۸۶ میلیون دلار هزینه خواهد داشت، در مقایسه با هزینه ۱٫۲ میلیارد دلاری کنترل بیماری. ریشه‌کنی همچنین «اولین در جهان» خواهد بود.
به نظر می‌رسد که شاید ۷۰ درصد از کشاورزان از سال ۲۰۱۲ به‌طور کامل الزامات مربوط به ردیابی جابجایی گاوها، به ویژه گوساله‌هایی که «به صورت نقدی» فروخته می‌شوند، را رعایت نکرده‌اند. احتمال دیگر، واردات غیرقانونی دارو توسط شرکت‌های دامپزشکی است. آخرین تخمین از تعداد پرندگانی که قرار است معدوم شوند، در ژوئن ۲۰۱۸، ۱۵۲۰۰۰ پرنده بود؛ ۱۲۶۰۰۰ پرنده به علاوه ۲۶۰۰۰ پرنده‌ای که قبلاً معدوم شده‌اند.
در آگوست ۲۰۱۸، یک کشاورز اهل ساوت‌لند که به عنوان منبع اصلی شیوع بیماری شناسایی شده بود، طبق قانون امنیت زیستی در رابطه با واردات برخی ماشین‌آلات کشاورزی متهم شد.

## برای مطالعهٔ بیشتر
- "Surveillance". Ministry for Primary Industries. ISSN 1176-5305. Archived from the original on 3 May 2012. Retrieved 27 June 2012.